# Armando Manzanero
Armando Manzanero Canché (Ticul, 7 november 1935 - Mexico-Stad, 28 december 2020) was een Mexicaans componist, pianist en zanger. Manzanero geldt als een van de belangrijkste romantische componisten van de afgelopen eeuw en hij is een van de populairste musici van Latijns-Amerika.
Manzanero is een Yucateekse Maya en volgde een muziekopleiding in Mérida en Mexico-Stad en schreef op 15-jarige leeftijd zijn eerste lied.
Manzanero heeft meer dan vierhonderd liederen geschreven, waaronder :
- Adoro
- Voy a apagar la luz
- Contigo aprendí
- No sé tú
- Por debajo de la mesa
- Te extraño
- Esta tarde vi llover (in de Engelse versie bekend als Yesterday I Heard the Rain)
- Somos novios (in de Engelse versie wereldbekend als It's Impossible).

In 2014 ontving hij een Grammy Lifetime Achievement Award in de VS.
Zijn nummers zijn vertolkt door onder anderen Frank Sinatra, Tony Bennett, Elvis Presley, Frank Pourcel, Paul Mauriat, Ray Conniff, Manoella Torres, Marco Antonio Muñiz, Raphael, José José, Andrea Bocelli, Christina Aguilera, Luis Miguel, Cristian Castro, Mayte Martin, Mina en Il Divo.
- Bibsys: 1083950
- Biblioteca Nacional de España: XX1066949
- Bibliothèque nationale de France: cb14202932n (data)
- CiNii: DA18990922
- Gemeinsame Normdatei: 1057132314
- International Standard Name Identifier: 0000 0000 7822 2093
- Library of Congress Control Number: n95040429
- Nationale Bibliotheek van Letland: 000079111
- MusicBrainz: 3d7f753f-b261-4efc-9785-25c14204c0b1
- Nationale Bibliotheek van Tsjechië: xx0099952
- Nationale en Universitaire bibliotheek Zagreb: 000636139
- SNAC: w60864rc
- Virtual International Authority File: 26308587
- WorldCat: E39PBJdcypJDPByhRMf7GKP84q